# Wallis Simpson
Elizabeth Wallis Warfield (Baltimore, Maryland, 1896. június 19. – Párizs, 1986. április 24.) többszörösen elvált amerikai asszony, később pedig Windsor hercegnéje volt. Harmadik férje, VIII. Eduárd brit király 1936-ban azért mondott le a trónról, hogy elvehesse feleségül.

## Családja és gyermekkora
Elizabeth – becenevén Bessie – Teackle Wallis Warfield és Alice Montague egyetlen gyermekeként született Észak-Amerika Pennsylvania államának Blue Ridge Summit nevű városában, a Monterey Inn hotelhez tartozó nyári rezidenciában, közel Maryland állam határához. Ennek 1896. júniusi ideje valójában kétséges, mivel egyes feltételezések szerint 1895. november 19-én jött világra.
Az apja az ötödik, legkisebb fiúként született egy lisztkereskedő, az 1875-ben polgármesternek megválasztott Henry Mactier Warfield családjában. Őt a környezete csak úgy jellemezte, hogy „egyike Baltimore legnépszerűbb és legismertebb polgárainak”. Az anyja, Alice egy biztosítási értékesítő, bizonyos William Montague lánya volt.
Az édesapjának és az édesanyjának a nővérét is Elizabethnek hívták. Az ő tiszteletükre kapta ezt a keresztnevet, s fiatalkorában hivatalosan még a Bessie Wallis nevet használta. A szülei házasságkötésének időpontja is máig tisztázatlan: habár az állítása szerint ez 1895 júniusában történt, felmerült már lehetséges dátumként az 1895. november 19. és az 1896. június 19. is, ami azt jelentené, hogy már a szülei esküvője előtt világra jött.
Már az élete egész korai szakaszában hatalmas családi tragédia érte őket: az édesapja 1896. november 15-én tuberkulózis következtében meghalt. Az első pár évben Wallis és az anyja az elhunyt édesapa vagyonos, agglegény testvére, bizonyos Solomon Davies Warfield jóindulata révén nem kerültek az utcára. (Solomon volt az alapítója, egyben az elnöke is a Continental Trust vállalatnak.) Egy darabig ennél a nagybácsinál laktak, egy négyszintes ház tetőterében, az East Preston utca 34-es szám alatt. 1901-ben Wallis anyai nagynénje, Bessie Merryman hirtelen megözvegyült, s egy év múlva maga mellé vette a húgát és annak a kislányát négyszobás, baltimore-i házába, a West Chase utca 9-es számú épületébe. Itt egy évig maradtak, amíg Alice ki nem bérelt maguknak egy apartmant. Később saját családi házuk lett. 1908-ban Alice ismét férjhez ment, John Freeman Rasin, egy prominens demokrata pártfőnök fia vette el.
Wallis 1910. április 17-én a Krisztus Episzkopális Egyházában konfirmált, Baltimore-ban. 1912 és 1914 között egy rendkívül színvonalas és drága iskolába, az Oldfields Schoolba járt, Maryland állam legelőkelőbb leányintézetébe. A költségeket az apai nagybátyja, Mr. Warfield fizette. Ebben az intézményben sok vagyonos barátra tett szert. Köztük volt a gazdag örökösnő, Renée du Pont (T. Coleman du Pont szenátor lánya) és Mary Kirk is (az ő családja alapította a Kirk Silverware nevű evőeszközgyártó vállalatot). Wallis már az iskolás éveiben is kitűnő érzékkel választotta ki a ruháit, és igen sok időt és energiát fordított stílusos megjelenésére.

## Az első házassága
1916 áprilisában ismerkedett össze a későbbi férjével, Earl Winfield Spencer Jr.-ral, az amerikai haditengerészet pilótájával a floridai Pensacolában, amikor látogatóban volt az unokatestvérénél, Corinne Mustinnál. Ez volt az az időszak, amikor a fiatal lány körülbelül két hét leforgása alatt két repülőgép-szerencsétlenségnek is a szemtanúja volt, ami nála örökké tartó félelmet jelentett a repüléstől. 1916. november 8-án álltak oltár elé a Krisztus Episzkopális Egyházában, Baltimore-ban, ám az ifjú feleség számára sajnos hamar világossá vált a férje súlyos alkoholizmusa. A férfi még azelőtt is leitta magát, mielőtt a pilótafülkébe ült volna. Egyszer a tengerbe is zuhant, ám szerencsésen sértetlenül megmenekült.
Miután az Amerikai Egyesült Államok 1917-ben belépett az Európában zajló első világháborúba, az amerikai haditengerészet Spencert mint első parancsnokot San Diegóba, a Coronado katonai kiképző bázisra, azaz a North Island-i Tengerészeti Légiállomásra küldte, ahová természetesen az asszony is elkísérte. 1921-ig kellett maradniuk. 1920-ban Eduárd walesi herceg (az asszony későbbi, harmadik férje) látogatóba érkezett San Diegóba, ám Spencer és Wallis akkor személyesen még nem találkozott vele.
A haditengerészet San Diego után Washingtonba küldte Spencert, aki 1921-ben négy hónapig különváltan élt a feleségétől, ám tavasszal kibékültek. Nem sokkal ezután ismét összevesztek és szétköltöztek, 1922-ben pedig, amikor a kormány Spencert a Távol-Keletre vezényelte mint a USS Pampanga nevű őrhajó parancsnokát, Wallisnak szerelmi ügye volt egy argentin diplomatával, bizonyos Felipe Espillel. 1924 januárjában nemrég megözvegyült unokatestvérével, Corinne-nal Párizsba utazott, mielőtt egy csapatszállító, a USS Chaumont fedélzetén elhajózott volna a férjéhez a Távol-Keletre. A pár egy rövid időre ismét együtt élt, mialatt az asszony beteg volt, majd Wallis a felépülése után Hongkongba ment.
Egy olasz diplomata, aki emlékszik az asszonyra a Kínában töltött, ún. Warlord nevű időszakából, ezt mondta Wallisról: „Briliáns társalgó, és jó érzékkel mindig tudja, milyen témát hozzon fel a beszélgetés során, hogy szórakoztassa a többieket.” A kínai diplomata és politikus, Wellington Koo második felesége, Hui-lan Koo, aki ugyancsak ismerte az amerikai nőt, elmondta, hogy Wallis az ott-tartózkodása alatt mindössze egy mondatot tanult meg mandarin nyelven, de azt kitűnően: „Hé, fiú, tölts nekem egy pohár pezsgőt!”
Wallis körbeutazta Kínát, de egy darabig Pekingben maradt újdonsült barátaival, Katherine és Herman Rogersszel, akik utána még sokáig jóban voltak a nővel. Spencer egyik tiszttársának és barátjának a felesége, Milton E. Miles asszony szerint Wallis akkoriban ismerkedett meg Galeazzo Ciano olasz gróffal, Mussolini vejével, aki külügyminiszteri minőségben járt a Távol-Keleten, s akivel az asszonynak állítólag volt egy futó kalandja is. (Mrs. Miles elmondása szerint Wallis teherbe esett a gróftól, ám az asszonyon elvégzett abortusz sajnos kontármunkának bizonyult: ez lehetett az oka a nő későbbi meddőségének.) A szóbeszéd szerint Ciano neje, Edda Mussolini tagadta a férje intim viszonyát az amerikai nővel.
Wallis több mint egy esztendőt töltött Kínában. 1925 szeptemberében ő és Spencer visszatértek az USA-ba, habár ezután már külön éltek egymástól, s végül 1927. december 10-én hivatalosan is elváltak.

## A második házassága
A válás idején Wallisnak már szerelmi kapcsolata volt egy bizonyos Ernest Aldrich Simpsonnal, egy angol származású amerikai férfival, egy hajózási cég vezető tisztségviselőjével, aki V. György egykori gyalogsági tisztje volt, és elvált ember. – Az exnejét Dorotheának hívták, akitől egy lánya is született, Audrey. – Házassági ajánlatot tett Wallisnak, aki a barátaival, Mr. és Mrs. Rogersszel épp a franciaországi Cannes-ban tartózkodott, és onnan táviratozott, hogy elfogadja azt. 1928. július 21-én házasodtak össze a londoni Chelsea Anyakönyvi Hivatalban. Az esküvő után ideiglenesen Mayfairben, egy családi házban rendezkedtek be, s négyfős személyzetük is volt.
1929-ben az asszony elhajózott az USA-ba a beteg édesanyjához, aki Rasin halála után egy jogi asszisztens, bizonyos Charles Gordon Allen felesége volt akkoriban. A kirándulás ideje alatt volt a Wall streeti tőzsdekrach. Wallis befektetései is becsődöltek, akárcsak jó néhány emberéi akkor októberben, ráadásul az asszony édesanyja november 2-án (éppen halottak napján) meghalt, ugyancsak ennek következtében nincstelenül. Ezt követően Wallis visszautazott Angliába, s azonnal belevágott a hajózási üzletbe, amit úgy látszott, nem érintett a frissen kitört gazdasági világválság: lassanként igen szép jövedelmet hozott az asszonynak, így megtehette, hogy a férjével együtt átköltözzön egy hatalmas lakásba, ahol még nagyobb személyzetük volt, mint az előző lakhelyükön.

## Kezdeti kapcsolata a walesi herceggel
Wallis egy barátnője, bizonyos Consuelo Thaw révén megismerkedett Lady Thelma Furnesszel, Eduárd walesi herceg egykori szeretőjével. 1931. január 10-én Lady Furness bemutatta az amerikai asszonyt a walesi hercegnek, Anglia trónörökösének, V. György király és Teck Mária brit királyné legidősebb fiának. 1931 és 1934 között a herceg több társasági eseményen is összefuthatott a Simpson házaspárral, a trónörökös pedig be is mutatta Wallist a királyi udvarban. Ernest Simpson onnantól kezdve különböző pénzügyletekben vett részt, melyekbe sajnos sorra belebukott, így kénytelen volt egymás után felmondani a kiszolgáló személyzete tagjainak. 1934 januárjában Lady Thelma New Yorkba utazott, addig pedig állítólag Wallis vette át a helyét Eduárd ágyában. Erről V. György is tudomást szerzett, s kérdőre vonta a fiát, aki mindezt letagadta, annak ellenére, hogy a herceg személyzetéből többen is látták együtt az asszonyt és Eduárdot in flagranti. Wallis hamarosan elüldözte a herceg közeléből az elődjét, Furness asszonyt, s megakadályozta, hogy ismét Eduárd közelébe férkőzzön, egyúttal pedig eltávolította a herceg baráti köréből annak szívbéli barátját, az angol származású amerikai textilgyár-örökösnőt, Freda Dudley Wardot is, aki a pletykák szerint ugyancsak a szeretője volt a walesi hercegnek. 1934 végén úgy tűnt, Wallis és Eduárd kapcsolata, még a herceg rokonszenve ellenére is, helyrehozhatatlanul tönkrement, nagyrészt az asszony uralkodó természete és illetlen viselkedése miatt, ami olykor kényelmetlen helyzetbe hozta a trónörököst a családja előtt. (Mindezek ellenére Eduárd hivatalos életrajzírója szerint a herceg „szolgai módon függött az asszonytól”.)
Wallis, a saját bevallása szerint, 1934 augusztusában szeretett bele a walesi hercegbe egy tengeri utazáson, bizonyos Lord Moyne magánjachtján, a Rosaurán. Eduárd herceg egy estélyen mutatta be a királynak és a királynénak a Buckingham Palotában, minden etikettet mellőzve, s elsősorban az asszony házasságának a történetét mesélte el a szüleinek, valamint arról beszélt nekik, hogy az elvált embereket általában véve sajnos kirekesztik a királyi udvarból. A szerelmes férfi pénzzel és ékszerekkel halmozta el a kedvesét, egy évvel később, 1935 februárjában pedig már körutazást is tettek Európában. Eduárd udvartartásának a tagjai egyre inkább óva intették volna a herceget ettől a kapcsolattól, mivel az már kezdte elterelni az urukat a hivatalos kötelezettségeitől.

## Wallis állítólagos szerelmi ügyei a herceg mellett
1935-ben a londoni Fővárosi Rendőrkapitányság különleges ágazatának a feje azt mesélte a fővárosi rendőrfelügyelőnek, hogy Wallisnak állítólag egyszerre volt viszonya a walesi herceggel és egy bizonyos Guy Marcus Trundle-lal is, aki a szóbeszéd szerint a Ford Motor Company alkalmazottjaként dolgozott akkoriban.
Eduárd és Wallis halála óta először 2003-ban hoztak nyilvánosságra korabeli beszámolókat a nő és a lehetséges szeretői intim viszonyáról. Habár ezen pletykák valóságtartalma még most is kétséges, ám az asszonynak szerelmi kapcsolata lehetett Eduárd herceggel egyidőben egy bizonyos Val Bailey kapitánnyal is, legalábbis a tiszt saját elmondása szerint. Susan Williams történésznő szerint a kapitány állítólag jól ismerte Trundle-t is, akivel Bailey édesanyja ugyancsak viszonyt folytatott, méghozzá majdnem húsz évig.

## VIII. Eduárd király lemondásának körülményei, a házassága Wallisszal
V. György angol király 1936. január 20-án, Sandringhamben elhunyt, ezzel pedig a legidősebb fia, Eduárd walesi herceg VIII. Eduárd néven a helyébe lépett. Az új király január 21-én, miközben kihirdették a trónra lépési kiáltványát a Szent James Palota ablakából, az ilyenkor megszokott protokollt felrúgva hivatalosan is bejelentette az eljegyzését a papíron még mindig férjezett Wallis Simpsonnal.
Az uralkodót az ezt követő viselkedése és a tervezett házassága az elvált amerikai nővel népszerűtlenné tette nem csupán a népe, de a királyi család és a konzervatív gondolkodású kormánytagok körében is. Az özvegy királyné, Mária és Eduárd öccse, Albert Frigyes Artúr György yorki herceg ugyancsak óva intette őt ettől a frigytől, habár a második világháború előtti Angliában a média továbbra is tisztelni látszott a monarchia ősi intézményét, s inkább a külföldi lapok cikkeztek sokat a boldog párral kapcsolatos aktuális dolgokról. Az Egyesült Királyság uralkodója, az anglikán egyház legfőbb feje számára egészen 2002-ig tilos volt olyan házastársat választani, aki már volt házas, főleg, ha már elvált ugyan, de még mindig egy fedél alatt él a volt házastársával. A brit monarchia alkotmánya szerint a királynak együtt kell működnie az anglikán egyházzal, ám VIII. Eduárd házassága Wallisszal épphogy ellentmondott a birodalom teológiai tanításainak. Emellett az angol és a gyarmati kormányzatok úgy vélték, komoly aggályok merülhetnek fel a kétszeresen elvált amerikai nő ellen mind politikai, mind pedig erkölcsi és társadalmi szempontból, mivel az asszony nem csak hogy más nemzetiségű, mint a király, de még nemesi származása sincs, tehát alkalmatlan lenne a királynéi címre. Wallis valóban nap mint nap azt tapasztalhatta a brit és az angol gyarmati társadalmak részéről is, hogy ellenszenvvel viseltetnek iránta ez ügyben, és csak úgy emlegették, mint „a mértéktelen becsvágyú nőt”, aki elcsábította a királyt annak vagyona és rangja miatt.
Amikor már biztossá vált az asszony számára, hogy a király nőül veszi, azonnal kérvényezte is a házassága felbontását, s mindezt arra alapozta, hogy nem ő, hanem a férje követett el házasságtörést, méghozzá Wallis gyermekkori barátnőjével, Mary Kirkkel. Ez alapján a bíróság 1936. október 27-én hivatalosan is kimondta a válást. VIII. Eduárd még novemberben egyeztetett Stanley Baldwin brit miniszterelnökkel, hogy együtt kitalálják, mégis mi módon tarthatná meg a koronát anélkül, hogy fel kell kellene adnia a Wallisszal kötendő házassági terveit. Az uralkodó még azt a megoldást is elfogadta volna, hogy a szerelmével ún. morganatikus, vagyis rangon aluli házasságot kössön. Így Eduárd megtarthatta volna a trónját, ám ha feleségül veszi Wallist, az asszonynak soha nem járt volna ki a királyné megszólítás, és nem illették volna a királynéi jogok és kötelezettségek, ám ezt a lehetőséget mind Baldwin, mind pedig a brit fennhatóság alá tartozó ausztrál és dél-afrikai miniszterelnökök határozottan visszautasították. Ez azt jelentette, hogy ha a király mindezek ellenére úgy döntene, hogy nőül veszi a szeretőjét, a brit kormány egyöntetűen arra lenne kénytelen felszólítani őt, hogy mondjon le a trónról, ami komoly alkotmányos válságot idézne elő a monarchián belül.
A házassági terveik 1936 december elején váltak közismertté az egész Egyesült Királyságban, s az ennek következtében kialakult negatív visszhang miatt Wallis úgy döntött, elhagyja az országot. Elkocsikázott Franciaország déli részére, hogy elmeneküljön az újságírók kíváncsisága elől, akik ezután még három hónapon keresztül ostromolták Cannes közelében a Lou Viei nevű villát, ahol a közeli barátai, Rogersék bújtatták őt.
Kényszerű távolléte alatt a király főudvaronca, Lord Brownlow komoly nyomást helyezett az asszonyra a király esetleges lemondásával kapcsolatban: megpróbálta meggyőzni, vegye rá VIII. Eduárdot a döntése visszavonására. 1936. december 7-én Lord Brownlow sajtótájékoztatót tartott. Ezen felolvasta az asszony – kettejük által megfogalmazott – nyilatkozatát, amely szerint Wallis hajlandó lemondani a királlyal kötendő házasságról. Ám Eduárd akkorra már szilárdan elhatározta, hogy mindezek ellenére nőül veszi a kedvesét.
John Theodore Goddard, Wallis jogtanácsosa akkoriban azt nyilatkozta az eset kapcsán: „Az ügyfelem kész volt bármit megtenni azért, hogy megoldja ezt a helyzetet, csakhogy a király másféle végkimenetelt gondolt ki az ügynek.” Ez a nyilatkozat tulajdonképpen azt jelezte, VIII. Eduárd nem talált más módot arra, hogy feleségül vegye az asszonyt, csak ha lemond a trónjáról.
1936. december 10-én VIII. Eduárd a három öccse, York hercege, Gloucester hercege és Kent hercege jelenlétében aláírta a hivatalos lemondó nyilatkozatát. – York hercege Eduárd lemondása után VI. György néven december 11-én lépett trónra. – Ennek következtében a Parlament kénytelen volt különleges jogszabályok beiktatására, másnapra pedig véglegesítette a király lemondását az angol koronáról; az ír királyi címéről december 12-én lépett életbe a lemondása. 1936. december 11-én VIII. Eduárd élő rádióbeszédében a következő szavakat intézte a népéhez: „Lehetetlennek éreztem, hogy ezt a nehéz terhet felelősséggel viseljem, és megtegyem a kötelességem mint király, ahogy szeretném, annak az asszonynak a segítsége és támogatása nélkül, akit szeretek.” A hatalmas sajtóvisszhang elől Eduárd Ausztriába menekült, ahol az Eugen de Rothschild báró és Kitty de Rothschild báróné tulajdonában lévő Enzesfeld kastély vendége volt egy darabig.
A herceg kénytelen volt távol maradni Wallistól, legalábbis addig, míg teljesen le nem zárult az asszony és a férje bontóperének az eljárása. 1937 májusában végül papíron is sikerült pontot tenni az ügy végére, s Wallis visszavehette a leánykori nevét, a Warfieldet. Május 4-én aztán újra találkozhattak egymással Franciaországban, Monts megyében, a de Candé kastélyban. Egy hónappal később, június 3-án ugyanabban a villában összeházasodtak, habár az egybekelésük idejét először még Eduárd édesapja, V. György király 72. születésnapjára tervezték. Mária királyné, a herceg édesanyja úgy gondolta, a fia szándékosan azért akart azon a napon megesküdni, hogy ezzel is megalázza a királyi családot, ezért közülük senki nem volt jelen az esküvőn. Wallis egy Mainbocher stílusú, világoskék színű menyasszonyi ruhát viselt a szertartáson, így ez a modell később róla kapta az ún. Wallis-kék elnevezést.
A házasságukból nem született gyermek. Még az év novemberében az asszony volt férje, Ernest Simpson nőül vette az állítólagos szeretőjét, Miss Mary Kirköt – Wallis rá hivatkozva adta be annak idején a válókeresetet a férje ellen, azzal vádolva őt, hogy ezzel a nővel követett el házasságtörést.

## A titkos, ellenzett esküvő következményei
A házasságkötés után Eduárd öccse, Albert György, akkorra már VI. György király a Windsor hercege rangot adományozta a bátyjának. Ennek ellenére az uralkodó, a brit kormány nyomására, határozatba vette azt is, hogy Wallist, azaz a windsori hercegnét Eduárddal ellentétben nem illeti meg a „királyi fenség” megszólítás. Ezen törvény értelmében a hercegné a saját részére nem kapta meg a királyi rangot, hanem azt tulajdonképpen megosztva viselhette az anyósával, az akkor már özvegy Mária anyakirálynéval és a sógornőjével, György király feleségével, Elizabeth Bowes-Lyonnal.
Az első időkben a királyi ház nem volt hajlandó hivatalosan elismerni Wallist windsori hercegnéként, ami bizony egyáltalán nem tett jót a Windsor-ház és a herceg kapcsolatának, habár Eduárd azért alkalmanként még a lemondása után is meglátogatta az édesanyját és a testvéreit. Néhány életrajzíró azt állítja, hogy Erzsébet királyné, Eduárd sógornője rendkívül ridegen viszonyult a windsori hercegnéhez a György trónra kerülésében játszott nem kis szerepe miatt. (A királyné később azt sugallta ezzel, hogy a férje korai halálában szerepet játszhatott a hirtelen a nyakába szakadó felelősség is, amely a birodalom kormányzásával járt együtt. Erzsébetet az is rosszallással töltötte el, hogy Wallis állítólag már akkor királyi hitvesként viselkedett, mikor még csupán Eduárd szeretője volt, nem pedig a felesége.) Ezeket a híreszteléseket Erzsébet királyné közeli barátai természetesen tagadták, s Grafton hercege egyszer azt írta: „A királyné soha nem mondott semmi csúnya dolgot a windsori hercegnéről, hacsak a hercegné nem tud mégis legalább egy olyan esetet említeni, amikor Erzsébet rosszul bánt vele.” A windsori hercegné szűk baráti társaságában állítólag „Mrs. Temple”-ként vagy egyszerűen csak „Cookie”-ként beszélt Erzsébet királynéről. – Ezekkel a gúnyosnak tűnő elnevezésekkel Wallis állítólag csupán arra akart utalni, hogy Erzsébet milyen visszafogott és szolid személyiség, valamint hogy igencsak szereti a finom ételeket. Az akkori trónörököst, Erzsébet hercegnőt, a későbbi II. Erzsébet királynőt csak emlegette, hogy „Shirley” vagy „Shirley Temple”. – A hercegné keserűen vette tudomásul, hogy megtiltották számára a királyi rang viselését, valamint azt is, hogy a férje rokonai továbbra sem voltak hajlandóak őt családtagként elfogadni. (Mindezek ellenére Wallist és Eduárdot a házi személyzetük tagjai otthon „Őkirályi Fenség”-nek szólították, akárcsak a házaspár közeli baráti köre.) Az egykori Fasiszták Brit Egyesülete vezetőjének, Oswald Mosleynak a felesége, lánykori nevén Diana Mitford azt állította, hogy személyesen is ismerte a windsori hercegnét és Erzsébet királynét, ám csak Wallisszal voltak barátnők, mivel a királyné láthatóan ellenszenvvel viseltetett a sógornője iránt, mely érzésnek úgy tűnik, volt egy, a kívülállók számára ismeretlen, mélyebb oka is.

## A II. világháború időszaka, hatása a hercegi pár életére
A második világháborút megelőző években a házaspár Franciaországban rendezkedett be. 1937-ben Eduárd és újdonsült felesége kapcsolatépítő látogatást tett az Adolf Hitler által kormányzott náci Németországban, Berchtesgadenben Hitler rezidenciáján, sokak felháborodására, mivel a windsori herceg családja köztudottan gyűlölte a náci vezetőt és antiszemita nézeteit. Hitler állítólag olyan megnyerő egyéniségnek találta a hercegnét, hogy később úgy nyilatkozott róla: „Jó királyné válna belőle.”
Manapság egyre inkább megerősítést nyer az a korabeli feltételezés, miszerint akkoriban sok kormány arra gyanakodott, hogy a windsori hercegné a náci diktatúra egyik politikai besúgója volt, ráadásul olykor maga Wallis is tett ilyen kétértelmű, tréfás megjegyzéseket a férjének szóló leveleiben. Az 1930-as években még az FBI is összeállított egy külön aktát a róla mint lehetséges náciszimpatizánsról, sőt, az egykori württembergi herceg szerint Wallis Londonban Joachim von Ribbentrop náci vezér szeretője lett. (A második világháború alatt Wallis állítólag az éjjeliszekrényén tartotta Ribbentrop aláírt fényképét is.)
1939-ben, a II. világháború kitörésekor Eduárd katonatiszti posztot kapott országa vezérkarának a franciaországi állomáshelyén. William Edmund Ironside, Ironside első bárójának a fia szerint azonban Wallis még az őt negatívan értékelő pletykák ellenére is megőrizte a baráti viszonyát az általa kedvelt fasisztaszimpatizánsokkal, mely feltételezést látszottak megerősíteni a francia és a belga nemzetvédelem által összegyűjtött információk is. Amikor a németek megszállták Észak-Franciaországot, s bombázták Angliát, 1940 májusában a windsori hercegné közönyösen azt nyilatkozta egy amerikai újságírónak: „Nem mondhatnám, hogy sajnálom a brit népet.”
A német hadsereg csapatainak a gyors előrenyomulása miatt a herceg és a hercegné jobbnak látták, ha a párizsi rezidenciájukat elhagyva délre hajóznak. Először Biarritz városába mentek, ezt követően pedig, júniusban Spanyolországba, ahol Wallis állítólag azt mondta az Amerikai Egyesült Államok nagykövetének, Alexander W. Weddellnek: Franciaország elveszett, mert „belül fertőzött”. Júliusban a házaspár átköltözött Lisszabonba, Portugália fővárosába. Ott egy ideig egy Ricardo de Espirito Santo nevű bankár házában laktak, akiről akkoriban sokan úgy hitték, a németeknek kémkedik. Augusztusban a hercegi pár egy kereskedelmi hajózási útvonalon a Bahamákra utazott, ahol Eduárdot megtették a szigetek kormányzójává. Wallist öt évre jelölték ki mint kormányzónét, ezenkívül pedig a Vöröskeresztnél is aktív szolgálatot teljesített, valamint a Bahamákra vonatkozóan kidolgozott egy afféle kampányt is az ottani csecsemők életkörülményeinek, szociális és egészségügyi ellátásának a javítására. A nagynénjéhez onnan írt leveleiben viszont kinyilatkoztatta rasszista érzelmeit az ottani lakosokkal szemben: „lusta, túl nagy iramban szaporodó négerek...!” (Ez a fajta ellenséges hozzáállás a más bőrszínűek felé állítólag még Wallis neveltetésében gyökerezett.)
A brit sajtó igen erősen bírálta őt az Egyesült Államokban tapasztalt extrém vásárlási szenvedélye miatt, miközben Anglia egyszerű emberei nyomorban tengődtek a kemény háborús viszonyok közepette, sokszor áramszünetben, s minden élelmiszer-fejadagjukat okosan kellett beosztaniuk a mindennapokban, hogy túléljék azt a nehéz időszakot. Winston Churchill pedig úgy érezte, hogy kénytelen kifogást emelni a windsori herceg egyik sajtónyilatkozata ellen, amit a politikus úgy értelmezett, hogy Eduárd nem hisz teljes szívvel Anglia világháborús végső győzelmében. Emellett a hercegi pár ismeretségi körébe tartozó Charles Bedaux-t 1943-ban árulás vádjával letartóztatták, ám a férfi öngyilkos lett miami cellájában, mielőtt még elkezdődhetett volna a bírósági tárgyalás az ügyében. Úgy látszott, a brit közvélemény végleg elvesztette minden, a hercegnébe vetett bizalmát; Sir Alexander Hardinge például azt írta, hogy gyanítható: Wallis erősen anti-brit tevékenykedései annak a bosszúvágynak tudhatóak be, amit a hercegné érez Nagy-Britannia népe iránt, nyilván amiatt, hogy nem akarták őt elfogadni a királynéjuknak.
1945 májusában, a náci Németország II. világháborús végső veresége után a hercegi pár visszatért Franciaországba, s onnantól kezdve egészen visszavonult életmódot folytattak.
Akkori híresztelések szerint a háttérből maga a brit királyi család irányított egy ékszerlopást, hogy így kíséreljék meg visszaszerezni a koronaékszerek közül azokat, amiket még a windsori herceg vett magához. (Egyes feltételezések szerint maguk a Windsorok akartak biztosítási csalást elkövetni, s állítólag olyannyira biztosak voltak abban, hogy a tervük sikerül, hogy a következő évben még egy nagy értékű külön bankbetétet is létrehoztak a biztosítótól kapott kárpótlási összeg részére. 1960-ban azonban Richard Dunphie magára vállalta a bűneset elkövetését. – Az ellopott darabok csupán egy kis részét képezték a Windsor-ház akkori teljes ékszergyűjteményének. A kollekcióban éppúgy megtalálhatóak voltak a magánúton vásárolt ékszerek, mint például a windsori herceg által örökölt darabok, vagy mondjuk azok, amelyeket a walesi herceggé való beiktatása alkalmából kapott a családjától.)
1952 februárjában a tüdőrákban szenvedő VI. György király elhunyt, a bátyja, a windsori herceg pedig hazatért Angliába a temetésre. Egy évvel később a párizsi önkormányzat felkínált egy házat a hercegi pár számára a Neuilly-sur-Seine nevű külső városrészben, a du Champ d'Entraînement 4-es szám alatt. A lehetőséggel élve odaköltöztek, és az életük hátralévő részét ott töltötték, példás nyugdíjas házaspárként. A közelben, Párizs Gif-sur-Yvette nevű külvárosában vettek egy második ingatlant is, a Moulin de la Tuilerie-t, más néven a „The Mill”-t. Új szomszédaikkal, Oswald és Diana Mosley-val közeli barátságot kötöttek. Évekkel később Diana azt állította, hogy Eduárd és Wallis megosztotta vele és Oswalddal a Hitlerrel és a nácizmussal kapcsolatos nézeteit, s azt is, hogy a néhai diktátor állítólag személyesen kérte fel a hercegi párt arra, hogy segítsenek neki elpusztítani a kommunizmus ideológiáját, bármilyen eszközzel. Amint azt 1966. december 13-án maga Eduárd írta a New York-i Daily News nevű lapba: „mind Nagy-Britannia, mind pedig egész Európa érdeke az, hogy Németország soha ne hagyjon fel azzal, hogy Kelet-Európában örökre megszüntesse a kommunista nézeteket”.

## A hercegi pár nyugdíjas évei
1965-ben Wallis és Eduárd Londonba látogatott, mivel a herceg átesett ott egy retinaleválás miatt szükségessé vált szemműtéten. Az operáció után II. Erzsébet királynő és Marina kenti hercegnő meglátogatta a házaspárt. A herceg húga, Mária hercegnő mindössze tíz nappal a halála előtt szintén ellátogatott a bátyjához és Wallishoz. A hercegnő gyászszertartásán Eduárd a feleségével jelent meg a westminsteri apátságban. Egy évvel később, 1967-ben Londonban ugyancsak nyilvánosan mutatkoztak együtt a királyi családdal, amikor is II. Erzsébet királynő ünnepélyesen leleplezte az apai nagyanyja, Eduárd édesanyja, Teck Mária születésének a 100. évfordulója alkalmából készült díszes emléktáblát. – A néhai királyné még 1953-ban hunyt el, 85 éves korában, 17 évnyi özvegység után.
Eduárd utolsó éveiben II. Erzsébet és a legidősebb fia, Károly walesi herceg még látogatást tettek nála és Wallisnál Párizsban, csupán röviddel a windsori herceg 1972-ben bekövetkezett halála előtt. Eduárd rákban hunyt el. A temetésére az özvegye, a hercegné Angliába utazott, ahol ott-tartózkodásának idejére a Buckingham Palotában szállásolták el.
Az özvegy windsori hercegné 89 éves korában, 1986. április 24-én halt meg párizsi rezidenciáján, a Bois de Boulogne-ban. A gyászszertartására a windsori kastély Szent György kápolnájában került sor. A megjelentek közt ott volt II. Erzsébet brit uralkodó és a férje, Fülöp edinburgh-i herceg, az anyakirályné, vagyis Elizabeth Bowes-Lyon, Aliz gloucesteri hercegnő, valamint Károly walesi herceg és a felesége, Diána hercegné. Az asszony a férje, a herceg mellett nyugszik a windsori kastély közelében fekvő Royal Burial Groundban. A sírfeliratán ez áll: „Wallis, Windsor hercegnéje”.